# Aeropuerto El Tomin

El Aeropuerto El Tomin (IATA: EBG, OACI: SKEB) es un aeropuerto regional de Colombia, se encuentra en el municipio de El Bagre. 
En él opera la Aerolínea Moon flights con vuelos directos al Aeropuerto Olaya Herrera de Medellín, realizada por una aeronave Jetstream 32 de fabricación inglesa.
- Datos: Q5350797